# Acacías
Acacías es un municipio ubicado en el departamento del Meta en Colombia. Es uno de los municipios más importantes por su población (primer puesto entre los municipios del departamento) y economía, junto a La Macarena, Granada y la capital Villavicencio. Acacías se caracteriza por recibir un gran número de turistas nacionales e internacionales para el Festival del Retorno (realizado cada año en el mes de octubre). Además el municipio se caracteriza por su biodiversidad, historia y actividades al aire libre.
El municipio se ubica a 21 km de distancia (esto equivale a 18 millas, y 45 minutos en vehículo) de Villavicencio (Capital del Meta), y a 122,2 km de distancia de Bogotá, (Capital de Colombia).

## Historia
El municipio de Acacías fue fundado en 1920.Su territorio perteneció a la jurisdicción de San Martín, lo que demuestra  que tiene un legado histórico anterior a su fundación. Evidente en su tradición cultural e infraestructura, ejemplo de esto, es la cárcel de mediana seguridad: Colonia, creada en 1903 y que actualmente continúa funcionando.
Los fundadores: Juan de Dios Rozo Moreno, nació en Gutiérrez (Cundinamarca) y participó como estafeta en la Guerra de los Mil Días. Se trasladó al territorio perteneciente a San Martín, hoy Acacías, edificando la finca Esmeralda en donde decide vivir. Con el crecimiento poblacional de nuevos finqueros, deciden reunirse varios patriarcas e iniciar la construcción de un pueblo, lo que sería el inicio de la fundación de Acacías. 
La jurisdicción de San Martín, envía al topógrafo Pablo Emilio Riveros Reina, quien se encargó de demarcar las calles para la conformación del nuevo pueblo. El patriarca Juan Rozo, insistió en que la cabecera del pueblo se construyera en la parte baja muy cerca de su finca. Sin embargo, Pablo Emilio, aconsejaba construir en la parte alta debido a la calidad del terreno, todo esto, ocasionó muchos disgustos entre Juan Rozo y Pablo Emilio, a su vez, generó molestias entre varios pobladores del naciente municipio. Al final, se decidió fundar en la parte alta, pese a la inconformidad de Don Juan, ambos decidieron buscar lo mejor para el futuro del pueblo.  
El topógrafo Pablo Emilio Riveros, sin avisarle, realizó el acta de fundación en la notaria de San Martín, un 7 de agosto de 1920 llamándolo "Corregimiento de Boyacá" conmemorando la Batalla de Boyacá que se celebra este mismo día; dado que el Topógrafo Riveros no informó de esto a Juan Rozo, esto causó muchos inconvenientes provocando que Riveros saliera del Pueblo y no dejase allí descendientes del mismo, caso contrario del señor Rozo, pues sus descendientes aún residen en este territorio.
Años más tarde y en honor a las flores de Acacia que se daban en la región, se decidió ponerle el majestuoso nombre de Acacías (con acentuación en la i) para darle una distinción diferente, es así como según decreto nacional n.º 1.353 del 20 de abril de 1947 se le eleva a la categoría de municipio con el nombre de Acacías.
Por su crecimiento demográfico y urbanístico mediante Decreto Nacional N.º 1353 del 20 de abril de 1947 se le eleva a la categoría de municipio.

### Escudo
Fue diseñado por Manuel Antonio Blanco Romero. Sus elementos son una clave sol sostenida por dos paraulatas que representa la música folclórica regional; una franja vertical contiene la palabra "Acacías"; espigas de arroz, paisaje llanero, arpa, cuatro y maracas, instrumentos folclóricos de la región; un búho sobre un libro el cual simboliza la cultura de sus habitantes y en la parte inferior hay una cinta con la leyenda "Ciudad Turística".

### Bandera
Adoptada en 1970. Consta de tres franjas horizontales de igual medida.
En la parte superior el color amarillo simboliza la producción y riqueza local de arroz; en la parte media, el blanco como significación de la integridad, obediencia, respeto y convivencia de sus gentes; y en la parte inferior el color verde que representa la majestuosidad y fertilidad del suelo.

## Geografía

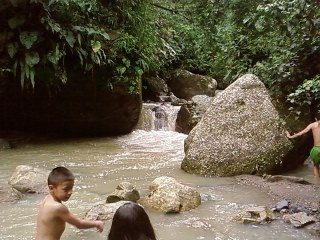
Río Acacías.

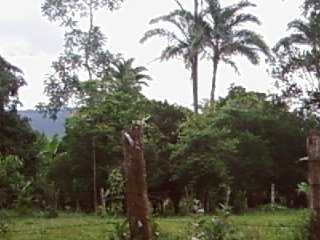
Vegetación del territorio municipal.

### Clima
Acacías hace parte de los Llanos orientales, y se encuentra bastante cerca de la Cordillera Oriental, ramal de la Cordillera de los Andes, lo que genera una temperatura media de 24 °C (75,2 °F). En Acacías, los veranos son muy calientes y secos, los inviernos son cortos, caliente, mojados y parcialmente nublados. Durante el transcurso del año, la temperatura generalmente varía de 19 °C a 31 °C y rara vez baja a menos de 15 °C o sube a más de 34 °C.

### Límites
Acacías limita con los siguientes municipios
| Noroeste: Gutiérrez ( Cundinamarca)                    | Norte: Guayabetal ( Cundinamarca) | Nordeste: Villavicencio    |
| Oeste: Límite entre Gutiérrez ( Cundinamarca) y Guamal |                                   | Este: San Carlos de Guaroa |
| Suroeste: Guamal                                       | Sur: Guamal                       | Sureste: Castilla la Nueva |

## División político-administrativa

### Cabecera municipal
La Cabecera municipal está compuesta por 110 barrios (y urbanizaciones):
El Centro, Juan Mellao, Mancera, San Cristóbal, La Alborada, El Morichal, La Esperanza, Guaratara, La Tiza, Conjunto Cerrado La Estrella, Asociación de Amigos, Villa Manuela, Bella Suiza, Altos de covicom, Villa Aurora Uno, Villa Aurora dos, Prados de Coden, Villa Castilla, Villas del Mediterráneo, Las Violetas, Villa Lucía, Pablo Sexto, Las Palmas, El Paraíso, Aires de Acacías, Asovivienda, Condominio Saint Thomas, Ciudadela los Ángeles, Don Bosco, Villa del Llano, La Orquídea, El Trébol, El Palmar de Jerusalén, La Unión, Las Colinas, Llano Verde, Nueva Jerusalén (1 y 2), Cooperativo, San José, El Dorado Bajo, El Dorado Alto, Las Acacias, El Bosque, Bachue, El Samán, La Independencia (etapas 1, 2, 3 y 4), Comcaja, Las Colinas, El Cimarrón, Brisas del Playón, Atahualpa, Conjunto Residencial Portales de San Carlos, El Popular, Palermo, Villa Teresa, El Bambú, Las Vegas, Nutibara, El Panorama, Los Bancarios, El Alcaravan, Pablo Emilio Riveros, Conjunto Cerrado Santa Isabelita, El Retorno, Cedritos, Pinos, Nuevo Horizonte, Cristo Rey, Villa Manuela (1 y 2), Conjunto Residencial Villa Esperanza, Condominio Campestre Floramarillo, Las Ferias, La Florida, Villa Magdalena,  Araguaney, Jardín, La Carolina, Villa del Prado, Everest, La Pradera, La Hormiga, y Plan 91.

### Área rural
Acacías tiene bajo su jurisdicción los siguientes centros poblados:
- Dinamarca
- El Centro
- El Diamante
- El Triunfo
- La Cecilita
- La Esmeralda
- La Fortuna
- La Sardinata
- Las Blancas
- Quebraditas
- San Isidro de Chichimene
- San Nicolás
- Santa Rosa

Veredas

Además, el municipio de Acacías tiene constituido las siguientes veredas: Manzanares, Montelíbano, El Rosario, Santa Teresita, Caño Hondo, La María, El Resguardo, Cola de Pato, El Pañuelo, Loma de Tigre, Las Negras, Venecia, El Playón, Rancho Grande, Alto Acacias, Santa Petra, Palomas, San Cayetano, Las Margaritas, San Juan, San Pablo.

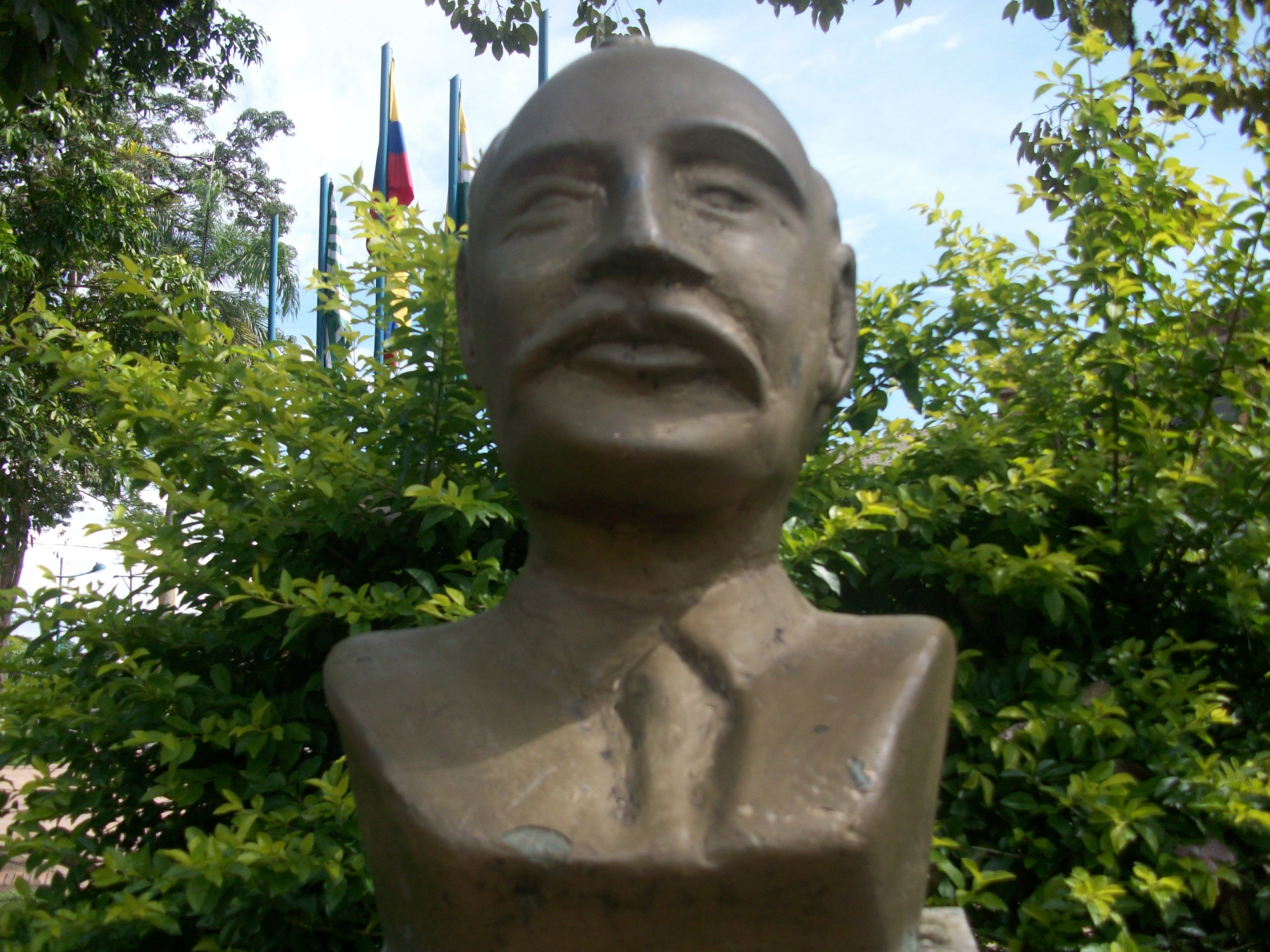
Busto de Pablo Emilio Riveros en el parque municipal.

## Economía
La base económica del municipio se concentra en los renglones agropecuario, comercial, turístico y la industria de los hidrocarburos.

### Sector agrícola
Entre los principales cultivos agrícolas están la palma de aceite con 9000 ha sembradas, que generan aproximadamente 900 empleos directos. Le sigue el arroz con 4500 hectáreas plantadas y la soya con unas 400 hectáreas. Además, en menor escala se cultivan cítricos, plátano, yuca, patilla y en la actualidad se impulsa el cultivo del arazá.

### Sector pecuario
La ganadería bovina con unas 60 000 cabezas ocupa el primer lugar, luego está la avicultura destinada al engorde y la postura; le sigue la piscicultura y la porcicultura.
Para la realización de eventos pecuarios dispone del moderno complejo ganadero Rosendo Baquero.

### Sector comercial
La dinámica de crecimiento urbanístico y demográfico de la zona urbana ha generado un gran número de establecimientos comerciales de variada especialidad, que atienden las necesidades de la población. Así mismo la tradición arrocera del municipio permite que la industria molinera sea fuerte en la jurisdicción., también la extracción de petróleo .
Tiene oficinas de las siguientes entidades:
- Fundación Amanecer
- Cooperativa de Ahorro y Crédito Congente
- Banco Caja Social
- Banco de Bogotá
- Banco Popular
- Bancolombia
- Banco Agrario
- Banco Davivienda
- Banco mundo mujer
- Banco BBVA
- Bancolombia
- Banco de Occidente
- Banco W

## Servicios

### Servicios públicos
La Empresa de Servicios Públicos de Acacías (ESPA) ubicada en la parte urbana de la cabecera municipal, presta sus servicios de acueducto, alcantarillado y aseo a cerca de 23.000 usuarios.
Para la recolección de Residuos sólidos cuenta con seis vehículos compactadores y una planta de tratamiento ubicada a 16 km en la Vereda Montelíbano que es administrada por la misma, actualmente los residuos sólidos son llevados a la ciudad de Villavicencio. Esta última recibe de 55 a 60 toneladas diarias de residuos sólidos, los cuales se disponen en una celda transitoria, cuando en otrora estos residuos se convierten en materias primas como abono, plástico, vidrio y tela.

### Movilidad
Su territorio está atravesado de norte a sur por la carretera Troncal del Llano en un tramo de aproximadamente 28 km. Las carreteras rurales presentan de buen a regular estado de conservación. La autoridad municipal es el Instituto de Tránsito y Transporte de Acacías.

### Salud
El municipio dispone de un hospital E.S.E desde donde se prestan los servicios de consulta externa, hospitalización, urgencias y laboratorio clínico; además se realizan, terapias y consultas ginecológicas.

### Educación
En el municipio hay educación desde preescolar hasta educación superior. Cuenta con 15 establecimientos urbanos, 7 privados urbanos, entre ellos el Colegio Nuestra Señora de la Sabiduría -ICFES SUPERIOR- y 35 oficiales rurales. En la zona urbana oficial hay 10 176 estudiantes, en la urbana privada 832 y en la rural oficial 2 184 estudiantes.
En lo referente a educación superior, tiene sede la Universidad Nacional Abierta y a Distancia (UNAD) con sus escuelas de Ciencias Administrativas, Contables, económicas y de Negocios,  Ciencias Básicas, Tecnología e Ingenierías, Ciencias Agrícolas, Ciencias Sociales, Artes y Humanidades y Ciencias de la Educación.
A partir del año 2011 entra en funcionamiento el convenio Alcaldía - Universidad de los Llanos ubicado en donde funcionaba antiguamente la Escuela Normal Superior de Acacías Sede centro. Ofreciendo diferentes programas de pregrado y posgrado para los jóvenes del municipio.
Así mismo, el convenio Alcaldía Acacías - SENA entra en funcionamiento con su sede propia ubicada en la Calle 14 con Avenida 23 esquina; en donde antiguamente funcionaba la Escuela Normal Superior de Acacías Sede: "Pablo Neruda".

### Cultura
Posee la Casa de la cultura Manuel Antonio Blanco, dependiente del ICTA, que presta los servicios de biblioteca pública y de escuela folclórica desde donde imparte formación artística a 450 alumnos en las áreas de arpa, cuatro, maracas, guitarra, bajo, danza llanera y nacional, banda musical y canto. Además se lleva a cabo el proyecto "Acacías baila joropo" en el cual participan 500 estudiantes y la JOROPERA COLPER en la cual participan más de 2000 parejas de baile, esta se lleva a cabo por las principales calles de acacias en el marco del FESTIVAL DEL RETORNO.

### Infraestructura deportiva
La actividad deportiva está a cargo de la Alcaldía Municipal a través de la Coordinación de Deportes con las disciplinas de voleibol, baloncesto, microfútbol, atletismo, ajedrez, fútbol y gimnasia para discapacitados y tercera edad. Para sus prácticas deportivas dispone de los complejos deportivos Las Ferias y Cristóbal Castillo. También cuenta con la manga de coleo Palma Real construida en concreto y con iluminación nocturna, en la que se practica los deportes llaneros.

### Sitios de interés

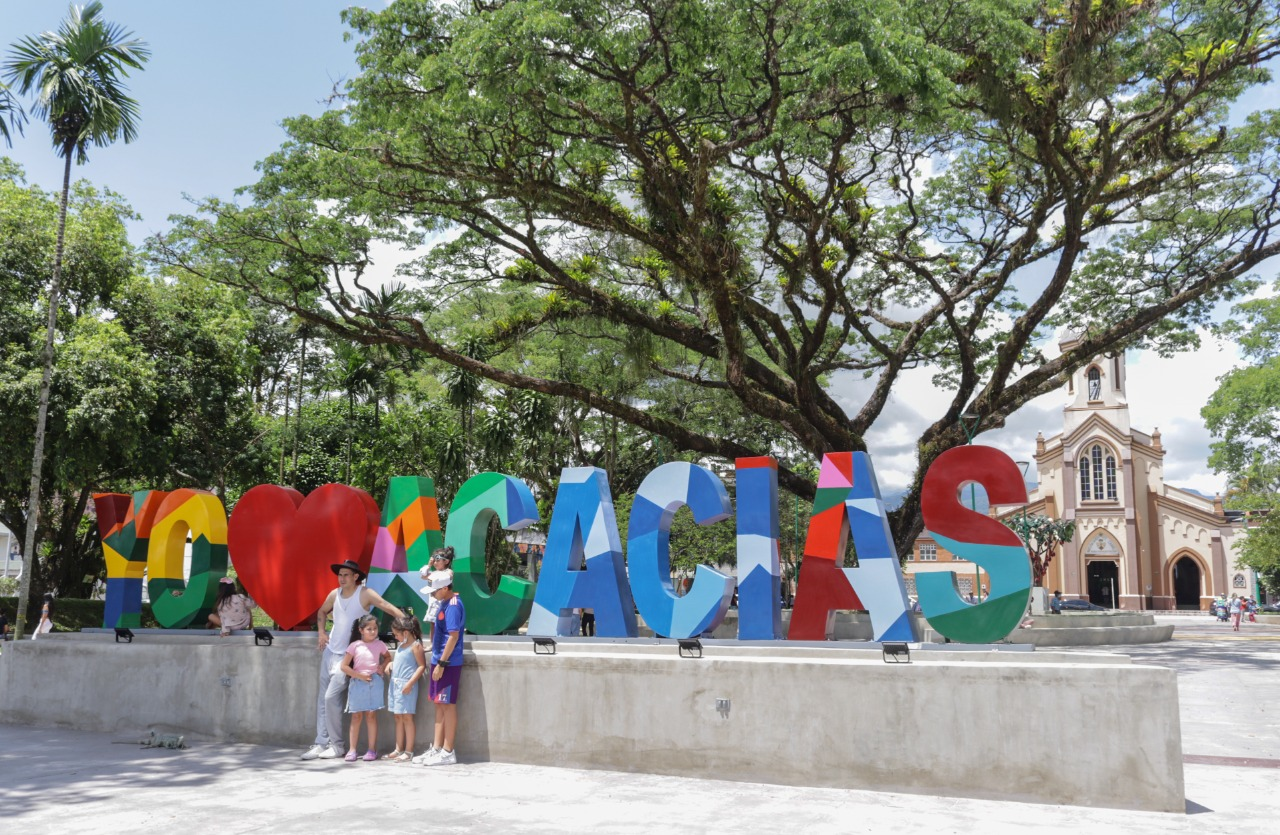
Parque Principal de Acacías - Meta

En el municipio se destacan lugares turísticos como el Parque Principal de Acacías (fundado en 1934) este cuenta con espacios verdes y de esparcimiento, frente a este se puede encontrar también la Iglesia Nuestra Señora del Carmen un importante lugar religioso para los seguidores de la religión católica.
Otros importantes lugares para descubrir la cultura del municipio y del departamento es La Manga de Coleo Palma Real, donde se realiza el deporte del coleo, una tradición de los llaneros, (es importante informarse sobre las fechas y horarios de estos encuentros para espectarlos). Finalmente se encuentra el Malecón Turístico a 800 metros del centro del municipio, aquí se pueden hallar restaurantes y zonas de discotecas.
Otros sitios de interés del municipio son: La ruta del embrujo llanero, La ruta a Cobalto, Laguna rosada, ríos y piscinas naturales y artificiales. Para más información acerca de estos lugares podrá consultarlos en el punto de información turística o en la Alcaldía Municipal.

### Festividades
Acacías es famoso por sus grandes celebraciones, entre las cuales se incluye:
- Festival De La Colonia, en marzo 19-22
- Arpas de fe celebrado en abril
- Festival Estudiantil del Llano, en mayo
- Encuentros de Colonias, Repentistas y nacional de Harlistas, en junio
- Reinado municipal, en julio
- Festival Internacional de Danza EL MUNDO BAILA JOROPO, en agosto
- Celebración aniversario del municipio y concurso Talento acacireño, en agosto
- Semana del Arte y la Cultura, en septiembre
- Festival del Retorno, en octubre

## Servicios públicos
- Energía Eléctrica: Electrificadora del Meta (EMSA), es la empresa prestadora del servicio de energía eléctrica.
- Gas Natural: Madigas, es la empresa distribuidora y comercializadora de gas natural en el municipio.